# The Hawaiians
| The Hawaiians                                                | The Hawaiians                                                               |
| Gegründet 1974 – Aufgelöst 1975 Spielten in Honolulu, Hawaii | Gegründet 1974 – Aufgelöst 1975 Spielten in Honolulu, Hawaii                |
| ------------------------------------------------------------ | --------------------------------------------------------------------------- |
| \| \| \| \| \| \|                                            |                                                                             |
| Teamfarben                                                   | Rot, Gold, Braun                                                            |
| Liga                                                         |                                                                             |
| - World Football League Western                              |                                                                             |
| Personal                                                     |                                                                             |
| Besitzer                                                     | - Christopher Hemmeter and Sam Battisone (1974) - Edward Sultan, Jr. (1975) |
| General Manager                                              | Danny Rodgers                                                               |
| Head Coach                                                   | Mike Giddings                                                               |
| Erfolge                                                      |                                                                             |
| Meisterschaften (0)                                          |                                                                             |
| Play-off-Teilnahmen (1) 1974                                 |                                                                             |
| Stadien                                                      |                                                                             |
| - Honolulu Stadium (1974) - Aloha Stadium (1975)             |                                                                             |
|                                                              |                                                                             |
|                                                              |                                                                             |

The Hawaiians waren ein US-amerikanisches American-Football-Team aus Honolulu, Hawaii. Sie spielten zwischen 1974 und 1975 in der World Football League (WFL). Es ist eines von nur drei Teams der WFL, das weder umzog, noch seinen Namen änderte.

## Geschichte
Nachdem Danny Rogers 1973 die Lizenzrechte an einem WFL-Team von Ben Hatskin erworben hatte, gründete er in Honolulu The Hawaiians. Vor Beginn der ersten Saison, 1974, verpflichteten die Hawaiians elf ehemalige Spieler der etablierten National Football League (NFL), als Head Coach wurde Mike Giddings verpflichtet. Im Anschluss veranstalteten sie ein offenes Training an der University of California, Riverside und verpflichteten 22 ihrer 33 gedrafteten Spieler, sowie fünf der ersten zehn von den Los Angeles Rams im NFL Draft ausgewählten Spieler. Ihr erstes Spiel spielten sie am 10. Juli 1974 gegen die Florida Blazers, welches sie 7:8 verloren. Die Regular Season beendeten sie mit neun Siegen bei elf Niederlagen, womit sie sich für die Play-offs qualifizierten. Nachdem sie im Viertelfinale Southern California Sun mit 32:14 besiegten, schieden sie nach einer 19:22-Halbfinalniederlage gegen die Birmingham Americans aus. 1975 zogen die Hawaiians in das mit 50.000 Zuschauerplätzen doppelt so große Aloha Stadium. Diese Saison beendeten sie mit vier Siegen in elf Spielen und verpassten so die Play-offs. Nach der Saison wurde das Team, genauso wie die gesamte Liga, aufgrund fehlender finanzieller Mittel aufgelöst.

## Saisons
| Saison | Siege | Niederlagen | Unentschieden | Platzierung | Play-offs |
| ------ | ----- | ----------- | ------------- | ----------- | --- |
| 1974   | 9     | 11          | 0             | 2. WFL West | 32:14-Sieg gegen die Southern California Sun, Viertelfinale 19:22-Niederlage gegen die Birmingham Americans, Halbfinale |
| 1975   | 4     | 7           | 0             | 4. WFL West | |